# ジョアン (アルバム)
『ジョアン』 （英語: Joanne）は、2016年10月21日に発売された、レディー・ガガの5枚目のスタジオ・アルバム。

## 背景
2014年に発売された『チーク・トゥ・チーク』はトニー・ベネットとのコラボレーション・アルバムだったため、単独名義でのアルバムリリースは2013年発売の『アートポップ』以来約3年ぶりとなる。
ガガの特徴とされてきた奇抜なファッションは今作では見られず、アートワークや楽曲のアレンジも比較的シンプルなものになっている。
タイトルは狼瘡のため19歳という若さで死去した自身の叔母の名前から付けられた。これについてガガは「私は叔母に会ったことはないけれど、父の話を聞いたり、父を見ていたりすると、ジョアンという女性がどのような人なのかよく分かった。彼女は、私の家族にとってとてつもなく大切な人。だから、私のミドル・ネームでもある“ジョアン”を、アルバム・タイトルにしたのよ。」と語っている。アルバムのアートワークにも、父と叔母の写真、彼らが交わした手紙やメモ、叔母の学生証や運転免許証などがフィーチャーされている。
2016年9月9日にアルバムからのリード・シングル「パーフェクト・イリュージョン(Perfect Illusion)」が発表され、Billboard Hot 100にて最高15位を記録した。
10月5日にセカンドシングル「ミリオン・リーズンズ(Million Reasons)」を発売した。同曲の最高順位は当初52位だったが、2017年2月の第51回スーパーボウルハーフタイムショーでの歌唱が反響を呼び、異例の再ランクインによって最終的に4位まで上昇した。
2016年10月にアルバムのプロモーションのため2年2か月ぶりに来日し、日本テレビ系「スッキリ!!」、「NEWS ZERO」、関西テレビ・フジテレビ系「SMAP×SMAP」に出演したほか、メディア向けの合同質問会も開催した。

## ツアー
2017年8月より本作を引っ提げ『Joanne World Tour』と題されたツアーを北米、ヨーロッパにて行った。ツアー中、線維筋痛症による肉体的な激痛を理由にヨーロッパ公演を延期し、一部の公演はキャンセルされた。日本公演は行われなかった。

## 収録曲
| #         | タイトル                                                                          | 作詞・作曲                                          | プロデューサー                                         | 時間  |
| --------- | --------------------------------------------------------------------------------- | --------------------------------------------------- | ------------------------------------------------------ | ----- |
| 1.        | 「ダイヤモンド・ハート」(Diamond Heart)                                           | レディー・ガガ、マーク・ロンソン、ジョシュ・オム    | ガガ、ロンソン、ブラッドポップ、オム、ジェフ・バスカー | 3:30  |
| 2.        | 「A-YO」(A-Yo)                                                                    | ガガ、ロンソン、ブラッドポップ、ヒラリー・リンジー  | ガガ、ロンソン、ブラッドポップ                         | 3:28  |
| 3.        | 「ジョアン」(Joanne)                                                              | ガガ、ロンソン                                      | ガガ、ロンソン、ブラッドポップ                         | 3:17  |
| 4.        | 「ジョン・ウェイン」(John Wayne)                                                  | ガガ、ロンソン、タッカー・オム                      | ガガ、ロンソン、ブラッドポップ                         | 2:54  |
| 5.        | 「ダンシン・イン・サークルズ」(Dancin' in Circles)                                | ガガ、ロンソン、タッカー、ベック                    | ガガ、ロンソン、ブラッドポップ                         | 3:27  |
| 6.        | 「パーフェクト・イリュージョン」(Perfect Illusion)                                | ガガ、ロンソン、タッカー、ケビン・パーカー          | ガガ、ロンソン、ブラッドポップ、パーカー               | 3:02  |
| 7.        | 「ミリオン・リーズンズ」(Million Reasons)                                         | ガガ、ロンソン・リンジー                            | ガガ、ロンソン、ブラッドポップ                         | 3:25  |
| 8.        | 「シナーズ・プレイヤー」(Sinner's Prayer)                                         | ガガ、ロンソン、トーマス・ブレネック、J・ティルマン | ガガ、ロンソン、ブラッドポップ                         | 3:43  |
| 9.        | 「カム・トゥ・ママ」(Come to Mama)                                                | ガガ、ティルマン、エミール・ヘイニー                | ガガ、ロンソン、ブラッドポップ、ヘイニー               | 4:15  |
| 10.       | 「ヘイ・ガール feat.フローレンス・ウェルチ」(Hey Girl (featuring Florence Welch)) | ガガ、ロンソン、ウェルチ                            | ガガ、ロンソン、ブラッドポップ                         | 4:15  |
| 11.       | 「エンジェル・ダウン」(Angel Down)                                                | ガガ、RedOne                                        | ガガ、ロンソン、ブラッドポップ                         | 3:49  |
| 合計時間: | 合計時間:                                                                         | 合計時間:                                           | 合計時間:                                              | 39:05 |

| #         | タイトル                                                        | 作詞・作曲                         | プロデューサー                 | 時間  |
| --------- | --------------------------------------------------------------- | ---------------------------------- | ------------------------------ | ----- |
| 12.       | 「グリージョ・ガールズ」(Grigio Girls)                          | ガガ、ロンソン、タッカー、リンジー | ガガ、ロンソン、ブラッドポップ | 3:00  |
| 13.       | 「ジャスト・アナザー・デイ」(Just Another Day)                  | ガガ                               | ガガ、ロンソン                 | 2:58  |
| 14.       | 「エンジェル・ダウン (ワーク・テープ)」(Angel Down (work tape)) | ガガ、RedOne                       | ガガ、RedOne                   | 2:20  |
| 合計時間: | 合計時間:                                                       | 合計時間:                          | 合計時間:                      | 47:23 |

| #         | タイトル                                                               | 作詞・作曲               | プロデューサー                 | 時間  |
| --------- | ---------------------------------------------------------------------- | ------------------------ | ------------------------------ | ----- |
| 12.       | 「ミリオン・リーズンズ (ワーク・テープ)」(Million Reasons (work tape)) | ガガ、ロンソン、リンジー | ガガ、ロンソン、ブラッドポップ | 3:23  |
| 合計時間: | 合計時間:                                                              | 合計時間:                | 合計時間:                      | 50:46 |

## チャート成績
Billboard 200において自身4枚目となる1位を獲得。また、世界73の国と地域のiTunesにおいて1位を記録した。
その後もスーパーボウルへの出演などの効果により堅調なセールスを重ね、2017年10月に米レコード協会（RIAA）によりプラチナディスク認定された。